# Polarfront

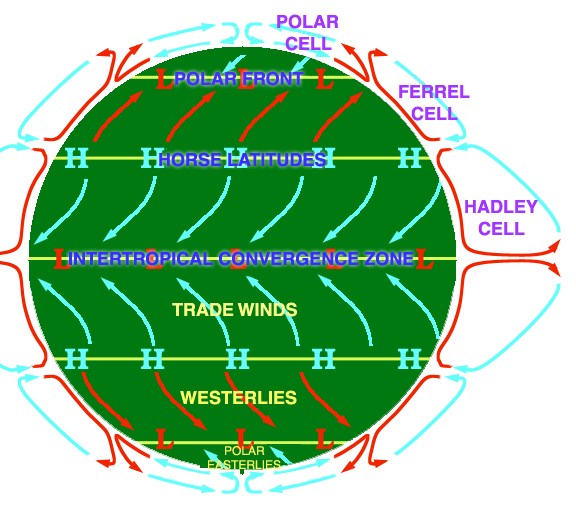
Planetarische Zirkulation mit Polarluft (Polarzelle), Polarfront, gemäßigtere Breiten (Ferrelzelle), Rossbreiten und Tropen (Hadleyzelle)

Unter der Polarfront wird in der Meteorologie der Grenzbereich zwischen den entgegengesetzt fließenden Luftmassen der polaren Kaltluft und der subtropischen Warmluft verstanden.
Im Gegensatz zu den wetterwirksamen Fronten der Tiefdruckgebiete trennt die Polarfront zwei Hauptluftmassen des Atmosphärenkörpers, im Mittel um den 60° Breitengrad schwankend, weshalb sie auch als klimatische Front bezeichnet wird. Sie ist nicht als gleichmäßiger Gürtel ausgebildet, sondern verschiebt sich mit dem großräumig unterschiedlichen Vordringen polarer und warmer Luftmassen nach Süden bzw. Norden in sogenannten Rossby-Wellen. Die Polarfront ist als Verwirbelungszone das Ursprungsgebiet der in den höheren Mittelbreiten das Wettergeschehen stark bestimmenden dynamischen Tiefdruckgebiete und wird auch als Subpolare Tiefdruckrinne bezeichnet.

Rossby-Wellen in der nördlichen Hemisphäre, der Jetstream und die Polarfront. Verschiebung warmer und kalter Luftmassen bis hin zum Kaltlufttropfen.

Die Wellen des Polarfront-Jetstreams, der das Wetter in der nördlichen Hemisphäre wesentlich bestimmt, verschieben sich in der jüngeren Vergangenheit aufgrund der globalen Erwärmung weniger stark als früher. Ein solchermaßen abgeschwächter Jetstream führt zu Blockaden der zirkulierenden Hoch- und Tiefdruckgebiete, sodass sie deutlich länger in einer Region verbleiben. Dadurch entstehen Extremwetterereignisse wie Hitzewellen mit Dürren oder Starkregenfälle mit anschließenden Überschwemmungen in den mittleren Breiten.